# Камышинский уезд
Камы́шинский уе́зд — административно-территориальная единица Саратовской губернии Российской империи. Уездный город — Камышин.

## География

### Географическое положение
Камышинский уезд располагался в южной части Саратовской губернии.
Занимал, по данным Центрального статистического комитета, 1 077 683 дес. (11 774,1 км²), по Стрельбицкому — 1 136 615 дес. (12 418 км²).
Наибольшее протяжение уезда, с севера на юг, около 150 вёрст (160км), а с запада на восток — около 110 вёрст (117 км).
В 1926 году территория уезда составляла 7 448 км².

### Рельеф
Поверхность уезда, за исключением гористой приволжской полосы, имеет вид холмистой степи, высоким уступом приподнятой над Заволжьем и в общем склоняющейся по направлению с севера на юг.
Наиболее высокую часть уезда представляет водораздел Карамыша, Иловли, Бурлука и Добринки, у села Тетеревятка, поднимающийся на 327 м над уровнем моря.
Несколько меньшие возвышенности разделяют притоки Волги от притоков Карамыша и Иловли.
Наиболее ровную, чисто степную местность представляет часть уезда к западу от реки Медведицы.
Приволжские горы в пределах уезда идут непрерывной цепью вдоль Волги. Они отличаются крутым склоном с восточной стороны и более отлогим — с западной. В некоторых частях отдельный возвышенности, как, например, Студенская-Шишка или известный «Бугор Стеньки Разина» (13 вёрст ниже села Банного), достигают вышины в 400 и более футов (более 120 метров) над уровнем Волги, но вообще в уезде горы уже значительно уступают по высоте местностям, лежащим к северу от него, и особенно сильно они понижаются (отделяясь в то же время от берега Волги) ниже Камышина.

### Полезные ископаемые
По исследованию профессора И. Ф. Синцова («Общая геологическая карта России», лист 92), отложения каменноугольной системы выступают между Александровской слободой и Куракиным.
Более распространены по уезду отложения меловой системы.
Из полезных ископаемых в уезде находят каменноугольный известняк — у села Куракина, с. Журного и в верховьях Журной-Порубы — представляющий прекрасный строительный материал и для пережигания в известь.
Около сл. Александровской попадается серый колчедан. Фосфорит встречается по Волге от Саратова до с. Ахмата и от Золотого до Бугра Стеньки Разина, залегает, кроме того, в долинах Бурлука у хутора Долгинского, у Красного Яра и с. Меловатки. Значительные толщи мела находятся по берегам Волги, Медведицы, Карамыша и Сестренки. Из пластов третичной системы — глауконитовые глины употребляются при постройках. Коровай, то есть громадные глинисто-песчаные конкреции, употребляется как материал для выделки цилиндров для маслобоен. Между немецкой Ураковкой и с. Балыклеем встречается белый и чистый песок, который, помимо стеклянного производства, может служить превосходной примесью к меловой породе для фабрикации искусственного цемента.

### Климат
Мгла (сухой туман), бывающая в начале июля во время налива зерна, приносит значительный вред, в особенности пшенице.
Летние дожди выпадают почти всегда полосами и сопровождаются сильными грозами.

### Гидрография

#### Реки
Только узкая восточная окраина уезда принадлежит к области Волжской речной системы, остальная площадь орошается реками и речками Донской системы — Медведицей и Иловлей с их многочисленными притоками. Волга протекает вдоль границы уезда на 1806 вёрст (1927 км).
В Волгу в пределах уезда впадает более 20 мелких речек. Медведица несудоходна, но имеет большое значение для уезда: на ней и её притоках — Карамыше, Добринке, Бурлуке и Терсе — много мукомольных мельниц.
Для северо-восточной части уезда имеет большое значение Карамыш (приток Медведицы) с многочисленными притоками.

#### Волго—Донской канал
В течение многих лет обращалось внимание правительства на вопрос соединении Волги с Доном. В 1698 г. Пётр I поручил инженеру Брекелю прорыть канал между р. Камышинкой и Иловлей. Брекель ничего не сделал и бежал за границу. Над той же задачей работали и при Екатерине II.

#### Озёра
Озёр в уезде немного и большинство их в долине р. Терсы и южной части долины р. Иловли. Более значительно озеро Ильмень, имеющее в окружности около 5 вёрст (около 5,3 км).

### Почвы
Почвы уезда — чернозёмные, суглинистые, солонцеватые, песчаные и другие.
Чернозём занимает немного более ¼ крестьянских угодий, да и при таком ограниченном количестве он нередко отличается в сильной степени суглинистым, солонцеватым или хрящеватым характером и имеет лишь незначительную глубину.
Суглинок занимает 21 %, глинистые и песчаные почвы 7 %, супесчаные и солонцеватые по 13 %, каменистые и подзольные — 12 %.

### Растительность
Под лесом в уезде считается 77 905 дес. (851 км²). Лес дровяной (чернолесье).

## История
Уезд образован в 1780 году в составе Саратовского наместничества в результате реформы Екатерины Великой. С декабря 1796 по март 1797 — в составе Пензенской губернии.
В 1835 году заволжская часть уезда вошла в состав вновь образованного Царевского уезда.
В 1918 году часть территорий Камышинского уезда, населённых немцами, была передана в состав вновь образованной автономной области немцев Поволжья.
В 1919 году часть Камышинского уезда вошла в состав вновь образованной Царицынской губернии, однако в 1920 году большая часть этой территории возвращена Саратовской губернии.
В 1928 году Камышинский уезд был упразднён, его территория вошла в состав вновь образованного Камышинского округа Нижне-Волжской области (позднее Нижне-Волжского края).

## Население
Всех жителей в уезде (без города) числилось на 1893 год 351 774.
| Год  | Плотнось             | Плотнось      |
| Год  | чел. на 1 кв. версту | чел. на 1 км² |
| ---- | -------------------- | ------------- |
| 1852 | 15,0                 | 17,1          |
| 1893 | ▲ 33,2               | ▲ 37,8        |

### Колонисты
Приблизительно до 1730-х годов колонистами являлись исключительно беглые помещичьи крестьяне, раскольники и т. п.
Северная и большая часть восточной половины уезда была колонизована исключительно немцами.
| Направление          | Годы      | Количество |
| -------------------- | --------- | ---------- |
| в Самарскую губернию | 1859—1887 | 4 346      |
| на Кавказ            | 1859—1887 | 255        |
| в Америку            | 1874—1887 | 271        |

| Год  | Количество |
| ---- | ---------- |
| 1788 | 15 724     |
| 1834 | ▲ 52 048   |
| 1857 | ▲ 93 725   |

Всех колонистов (1886 г.) в городе было 609 человек, в уезде — 138 353 чел.

### Сословия
| Сословие                  | Количество |
| ------------------------- | ---------- |
| Дворяне*                  | 40         |
| Духовенство, в том числе: |            |
| православное              | 492        |
| католическое              | 11         |
| лютеранского              | 68         |
| Крестьяне                 | 287 725    |

* без города
По данным переписи 1897 года в уезде проживало 307 493 чел. В городе Камышин проживало 16 264 чел.
По итогам всесоюзной переписи населения 1926 года население уезда составило 200 850 человек, из них городское (Камышин) — 18 477 человек.

### Языковой состав
Родной язык населения Камышинского уезда по данным переписи 1897 года:
| Язык                       | Численность, чел. | Доля     |
| -------------------------- | ----------------- | -------- |
| Русский («великорусский»)  | 136 695           | 44,45 %  |
| Немецкий                   | 123 939           | 40,31 %  |
| Украинский («малорусский») | 46 156            | 15,01 %  |
| Другие                     | 703               | 0,23 %   |
| Итого                      | 307 493           | 100,00 % |

## Административно-территориальное деление
В 1890 году в состав уезда входило 25 волостей:
| № п/п | Волость            | Волостное правление    | Число селений | Население |
| ----- | ------------------ | ---------------------- | ------------- | --------- |
| 1     | Александро-Невская | ст. Александро-Невская | 6             | 1232      |
| 2     | Антиповская        | с. Антиповка           | 1             | 4590      |
| 3     | Ахматская          | с. Ахмат               | 4             | 5498      |
| 4     | Банновская         | с. Верхнее Банное      | 10            | 10369     |
| 5     | Бурлукская         | с. Бурлук              | 4             | 4105      |
| 6     | Верхне-Добринская  | с. Верхняя Добринка    | 6             | 10952     |
| 7     | Гусельская         | с. Гуселка             | 6             | 11476     |
| 8     | Золотовская        | с. Золотое             | 14            | 16114     |
| 9     | Илавлинская        | кол. Розенберг         | 11            | 10084     |
| 10    | Каменская          | кол. Каменка           | 11            | 29383     |
| 11    | Камышинская        | г. Камышин             | 10            | 7290      |
| 12    | Котовская          | сл. Котово             | 5             | 9251      |
| 13    | Красноярская       | сл. Красный Яр         | 8             | 11317     |
| 14    | Лопуховская        | с. Лопуховка           | 6             | 13928     |
| 15    | Лемешкинская       | с. Лемешкино           | 9             | 7592      |
| 16    | Линево-Озерская    | кол. Линево-Озеро      | 1             | 6215      |
| 17    | Нижне-Добринская   | с. Нижняя Добринка     | 5             | 8590      |
| 18    | Норкская           | кол. Норка             | 2             | 17055     |
| 19    | Олешинская         | кол. Олешня            | 7             | 10651     |
| 20    | Руднянская         | сл. Рудня              | 7             | 12273     |
| 21    | Саламатинская      | с. Саломатино          | 8             | 12431     |
| 22    | Сосновская         | кол. Усть-Золиха       | 13            | 51809     |
| 23    | Тарасовская        | сл. Тарасово           | 11            | 8520      |
| 24    | Топовская          | с. Топовка             | 3             | 4800      |
| 25    | Усть-Кулалинская   | кол. Верхняя Кулалинка | 10            | 23057     |

В 1913 году в уезде было 28 волостей: образованы Ершовская (с. Ершовка), Озерская (с. Озерское), Сименовская (кол. Иловля).

### Населённые пункты
Всех селений (не считая мелких выселков и хуторов) — 169.
Средний размер селения — 238 дворов и 1 557 домов.
Немецких поселений 43 %; великорусских 86,3 %, 95 886 жителей; малорусских — 13,3 %, 85 230 жителей; смешанных (малороссы и великороссы) — 7 %, 18 760 жителей.

## Экономика

### Землевладение
| Собственник           | Размер землевладений | Размер землевладений |
| Собственник           | десятин              | км²                  |
| --------------------- | -------------------- | -------------------- |
| Казна                 | 60 700               | 663                  |
| Удел                  | 68 921               | 753                  |
| Церкви и монастыри    | 2 849                | 31                   |
| Крестьянские общества | 849 150              | 9 277                |
| Частные владельцы     | 90 113               | 985                  |
| …                     |                      |                      |
| Всего                 | 1 109 392            | 12 121               |

На 1 душу приходилось наделу 7,1 десятин.

### Сельское хозяйство

#### Земли
В таблице приведены данные по землям уезда по данным земства за 1886 год.
| Тип земли               | Всего, дес. (га) | У крестьян, дес. (га) | У частных владельцев, дес. (га) |
| ----------------------- | ---------------- | --------------------- | ------------------------------- |
| Удобная, в том числе:   |                  | 650 428               |                                 |
| пашня                   | 612 832          | 453 853               | 55 051                          |
| усадьбы, сады и огороды | 21 967           |                       |                                 |
| луга и степные покосы   | 33 011           | 25 947                | 4 115                           |
| лес и кустарник         | 77 904           | 47 905                | 10 464                          |
| пастбища и выгоны       | 111 515          | 97 908                |                                 |
| Неудобная               | 252 161          |                       |                                 |
| Всего                   |                  |                       |                                 |

За 32 года (1854—1886) у бывших государственных крестьян площадь удобной земли увеличилась на 13,4 %.

#### Растениеводство
Системы полевого хозяйства у крестьян разнообразны, начиная с полного разнополья и отсутствия какого-либо севооборота до более или менее определённых трёх— или четырёхпольных систем. Почва почти не удобряется. Преобладающее пахотное орудие — плуг. Веялки (изготовляемые местными крестьянами-кустарями) распространены у немцев.
В среднем за 7 лет (1885—1891) собрано с 1 казённой десятины четвертей зерна ржи: у владельцев — 3, у крестьян — 2 ½.
В таблице приведены данные по площади под культурами в 1893 году.
| Культура       | Площадь | Площадь |
| Культура       | дес.    | га      |
| -------------- | ------- | ------- |
| Озимая рожь    | 94 985  | 103 771 |
| Яровая пшеница | 185 751 | 202 933 |
| Овёс           | 26 841  | 29 324  |
| Ячмень         | 5 095   | 5 566   |
| Просо          | 16 016  | 17 497  |
| Горох          | 943     | 1 030   |
| Чечевица       | 12      | 13      |
| Картофель      | 5 842   | 6 382   |
| Лён            | 642     | 701     |
| Конопля        | 996     | 1 088   |

Главный бич здешних хлебов — суслик.
Садоводство развито в приволжской северо-восточной части уезда, где ему благоприятствуют удобства сбыта и поливки. Данные по деревьям у крестьян переписи 1886—1887 годов приведены в таблице.
| Вид                   | Количество деревьев, шт. |
| --------------------- | ------------------------ |
| Яблони                | 460 532                  |
| Груша                 | 60 162                   |
| Вишня и терновник     | 762 857                  |
| Слива                 | 27 722                   |
| Смородина и крыжовник | 395 045                  |

Сады были в 13 850 дворов, или у 34,2 % всего количества дворов. Садоводство даёт крестьянам около 1 874 000 рублей.
Крестьянами снималось в аренду до 158 902 дес. земли. У частных владельцев было снято исполу 4 077 дес. и за деньги 81 603 дес.

#### Животноводство
В у крестьян в 1886 году было:
- лошадей:
  - рабочих лошадей — 75 091
  - нерабочих лошадей — 12 411
- крупного рогатого скота:
  - рабочих волов — 37 475
  - дойных коров — 39 382
  - гулевого скота — 27 043 голов
  - телята — 29 567
- овец — 190 352
- коз — 25 370
- свиней — 53 002

За 32 года (1854—1886) у бывших государственных крестьян скотоводство увеличилось на 31,1 %.

### Промышленность
Кустарные промыслы мало развиты. Всех фабричных и промышленных заводов считалось (на 1892 год) 1399, с 2706 рабочими и с производством на 2 568 301 рублей. По числу и сумме производства первое место занимают мельницы.
| Производство                      | Производство                      | Количество, шт. | Количество рабочих, шт. | Сумма производства, руб. |
| --------------------------------- | --------------------------------- | --------------- | ----------------------- | ------------------------ |
| Мельницы                          | паровые                           | 2               |                         | 207 900                  |
| Мельницы                          | водяные                           | 409             |                         | 3 205 354                |
| Мельницы                          | ветряные                          | 629             |                         | 381 975                  |
| Мельницы                          | конные                            | 14              |                         | 3488                     |
| Производство сарпинки*            | Производство сарпинки*            | 39              | 469                     | 566 656                  |
| Маслобойни                        | Маслобойни                        | 121             |                         | 16 567                   |
| Поташный завод                    | Поташный завод                    | 1               |                         |                          |
| Круподёрки                        | Круподёрки                        | 10              |                         |                          |
| Салотопенные заводы               | Салотопенные заводы               | 3               |                         |                          |
| Кожевенные заводы                 | Кожевенные заводы                 | 48              |                         | 95 137                   |
| Овчинные заводы                   | Овчинные заводы                   | 53              |                         |                          |
| Сыромятные заводы                 | Сыромятные заводы                 | 14              |                         |                          |
| Кирпичные заводы                  | Кирпичные заводы                  | 16              |                         |                          |
| Известковые и алебастровые заводы | Известковые и алебастровые заводы | 26              |                         |                          |
| Паровые соляные мельницы          | Паровые соляные мельницы          | 2               |                         |                          |
| Красильни                         | Красильни                         | 17              |                         |                          |
| Всего                             | Всего                             | 1399            | 2706                    | 2 568 301                |

* Развито преимущественно в колониях немецев

### Торговля
В торговом отношении уезд имел тяготение к Волге, которая давала значительный заработок населению.
Из пристаней важнейшие находились при городе Камышине, а другие — при немецкой колонии Сосновке (Шиллинг), селе Золотом, деревне Нижней Банновке, колонии Крестовый Буерак (Мюллер), Щербаков и колонии Нижней Добринке.

### Бюджет уездного земства
На 1894 год все расходы земства исчислены в 167 327 рублей в том числе:
- на содержание управы — 11 945 руб.
- на народное образование — 38 790 руб.
- на медицину — 46 051 руб.

## Культура и общество
Среди выходцев из Камышинского уезда были выдающиеся люди искусства. Среди них художник Яков Яковлевич Вебер.

### Просвещение
Данные по уровню грамотности в таблице приведены по переписи 1886—1887 года.
| Показатель               | Количество         | Количество        |
| Показатель               | Мужчины (мальчики) | Женщины (девочки) |
| ------------------------ | ------------------ | ----------------- |
| Грамотные (без учащихся) | 42 425             | 31 177            |
| Учащиеся                 | 13 687             | 9724              |
| Грамотность              | 36,9 %             | 36,9 %            |

Такое значительное число грамотных объясняется тем, что у немцев введено обязательное обучение.
| Национальность         | Уровень грамотности (грамотные и учащиеся), % |      |
| ---------------------- | --------------------------------------------- | ---- |
| Немцы                  | 71,5                                          |      |
| Великороссы            | 10,8                                          |      |
| Малороссы              | 9,2                                           |      |
| в смешанных поселениях | 12,9                                          |      |
| Грамотность            | 36,9                                          | 36,9 |

В немецких колониях в 1890—1891 годах было 79 школ; кроме того, в колонии Лесном-Карамыше есть центральное училище с 116 учениками, для приготовления шульмейстеров.
По переписи 1886 года, всех учащихся было 19 780 человек.
В таблице приведены сведения по русским учебным заведениям за 1890 год.
| Тип учреждения                       | Количество | Количество учащихся | Количество учащихся |
| Тип учреждения                       | Количество | мальчики            | девочки             |
| ------------------------------------ | ---------- | ------------------- | ------------------- |
| 1- и 2-классные министерские училища | 3          | 3307                | 328                 |
| Земские училища                      | 31         | 3307                | 328                 |
| Церковно-приходские школы            | 33         | 1504                | 1504                |

### Здравоохранение
В таблице приведены данные по учреждениям здравоохранения уезда по состоянию на 1892 год.
| Показатель     | Учреждение | Учреждение |
| Показатель     | Всего      | У земства  |
| -------------- | ---------- | ---------- |
| Врачи          | 8          | 4          |
| Акушерки       |            | 6          |
| Фельдшеры      |            | несколько  |
| Больницы       |            | 2          |
| Приёмные покои |            | 2          |

### Религия
- Православие:
  - монастырь — 1
  - церквей — 65
- Римско-католических церквей — 14
- Лютеранских — 33